# CunninLynguists
CunninLynguists er en amerikansk hip hop trio fra Lexington, Kentucky og Atlanta, Georgia. Gruppen består på nuværende tidspunkt af Deacon the Villain, Kno, og Natti. 

## Historie
Inden de to rappende producere (visa versa) Kno og Deacon the Villain slog kludene sammen i CunninLynguists omkring årtusindeskiftet havde de begge gjort sig positivt bemærket i hiphop-undergrundsmiljøet down south.
I 2001 udgav gruppen debutalbummet Will Rap For Food, der fik stor ros hos såvel anmeldere og publikum, der både elskede Kno's produktioner og de to rapperes tænksomme tekster, der kredsede om tunge emner som død, racisme, hjertesorger og religion – leveret med et lyst hjerte.
Ved udgivelsen Southernunderground fra 2003 havde duoen fået selskab af rapperen Mr. SOS, hvilket betød at chefproducer Kno primært fokuserede på produktionen. Albummet, der bl.a. havde gæsterap af Masta Ace, ramte igen rent ind hos den efterhånden brede fanbase.
Efter et par mixtapes, Sloppy Seconds vol 1+2 og et Jay-Z-remix-album af Kno (Kno Vs. Hov, der bød på alternative versioner af numrene fra Jay-Z's The Black Album) vendte The CunninLynguists tilbage i 2006 med albummet A Piece of Strange. Dette album var igen produceret af den stadig bedre Kno og bød på gæsterap af bl.a. Immortal Technique og Cee-Lo Green fra Gnarls Barkley.

## Diskografi

### Studiealbum
- Will Rap for Food (2001)
- SouthernUnderground (2003)
- A Piece of Strange (2006)
- Dirty Acres (2007)
- Oneirology (2011)
- Rose Azura Njano (2017)

### Mixtapes
- Sloppy Seconds Volume One (2003)
- Sloppy Seconds Vol. 2 (2005)
- Strange Journey Volume One (2009)
- Strange Journey Volume Two (2009)
- Strange Journey Volume Three (2014)